# 仰木雄琴インターチェンジ
仰木雄琴インターチェンジ（おおぎおごとインターチェンジ）は、滋賀県大津市仰木の里にある国道161号琵琶湖西縦貫道路（湖西道路）のインターチェンジ。

## 道路
- 湖西道路 ※琵琶湖西縦貫道路の一部を成す。

## 接続する道路
- 滋賀県道315号仰木雄琴線

## 周辺
- JR西日本湖西線おごと温泉駅
- 滋賀県立北大津高等学校
- フレンドマート雄琴駅前店
- 雄琴温泉

## 隣
琵琶湖西縦貫道路（湖西道路）
真野IC - 仰木雄琴IC - 坂本北IC